# Bathypogon ochraceus
Bathypogon ochraceus är en tvåvingeart som beskrevs av Hull 1959. Bathypogon ochraceus ingår i släktet Bathypogon och familjen rovflugor. Inga underarter finns listade i Catalogue of Life.